# Ruslan Kausarov
Ruslan Ramilevich Kausarov (tiếng Nga: Руслан Рамилевич Каусаров; sinh ngày 11 tháng 6 năm 1996) là một cầu thủ bóng đá người Nga. Anh thi đấu cho F.K. Kuban Krasnodar và FC Kuban-2 Krasnodar.

## Sự nghiệp câu lạc bộ
Anh có màn ra mắt tại Giải bóng đá chuyên nghiệp quốc gia Nga cho FC Rubin-2 Kazan vào ngày 18 tháng 5 năm 2015 trong trận đấu với FC Syzran-2003 Syzran.